# 曼弗雷德·施滕格尔
曼弗雷德·施滕格尔（德語：Manfred Stengl，1946年4月1日—1992年6月6日），奥地利男子雪橇运动员。他曾代表奥地利参加1964年冬季奥林匹克运动会雪橇比赛，联同约瑟夫·法伊斯特曼特尔获得一枚金牌。